# Resident Evil: Vendetta
Resident Evil: Vendetta conosciuto in Giappone con il nome di Biohazard: Vendetta (バイオハザード:ヴェンデッタ?, Baiohazādo: Vendetta) è un film del 2017 diretto da Takanori Tsujimoto, prodotto da Takashi Shimizu (noto per la serie cinematografica di The Grudge) e scritto da Makoto Fukami (noto per la serie di Psycho-Pass).
È il terzo lungometraggio in CGI (quarto in generale) della saga Resident Evil dopo il cortometraggio Biohazard 4D-Executer diretto da Koichi Ohata e i due lungometraggi Resident Evil: Degeneration e Resident Evil: Damnation diretti entrambi da Makoto Kamiya.
Vendetta si colloca temporalmente tra i videogiochi Resident Evil 6 e Resident Evil 7: Biohazard.
Nel 2023 esce il sequel diretto di Vendetta con il titolo italiano di Resident Evil: L'isola della morte anche questo è sceneggiato da Makoto Fukami.

## Trama
Leon Scott Kennedy cammina in mezzo alle celle di un obitorio (probabilmente per eliminare quanti più zombi possibili), pensando al mestiere che da bambino sognava di fare una volta divenuto adulto, ma non avrebbe mai immaginato che la sua vita diventasse questa: uccidere morti viventi. In un elicottero militare, diretto in Messico, siedono vari soldati capitanati da Chris Redfield, con l'intento di catturare Glenn Arias, un trafficante di armi biologiche che ha preso il controllo della Neo Umbrella e la Tricell (la prima fa un'apparizione in Resident Evil 6 e la seconda in Resident Evil 5), oltre ad avere un secondo obiettivo; salvare un agente della B.S.A.A sotto copertura Cathy White e suo figlio Zack, evidenziati come "Persone scomparse".
Arrivati a destinazione, Chris e il resto della squadra entrano nella villa dove è rintanato Arias, ma inspiegabilmente è libero. Perlustrando la villa, dei soldati vengono aggrediti da un bambino zombi. Chris sentendo gli spari, si dirige lì dove dovrà vedersela con qualche non-morto (compresi i soldati uccisi poco prima) e il bambino zombi, che Chris identifica correttamente come Zack (il figlio di Cathy White), che uccide insieme ad altri zombi lanciando una M26.
La squadra viene brutalmente assassinata dai morti viventi e da trappole tese dallo stesso Arias. Chris, assalito da tutte le armi biologiche presenti all'interno della villa, fugge buttandosi dalla finestra, quindi viene raggiunto dal trafficante Arias e lo affronta in un combattimento dove il trafficante ne esce vincitore. Arias svela a Chris un campione dei suoi prodotti e la qualità. Così si avvicinano due servi del trafficante: un essere grosso con una maschera d'acciaio e una donna bionda. Il primo tiene incatenata come un cane a passeggio, una donna zombi che Chris identifica come Cathy (l'agente sottocopertura che il capitano della BSAA ebbe come obiettivo di trovarla e portarla in salvo insieme al figlio). Arias sguinzaglia Cathy contro Chris dove quest'ultimo, incredulo, comprende grazie all'insegnamento di Arias, che i suoi prodotti capiscono la differenza tra alleato e nemico.
Ormai stanco, addolorato per la perdita di Cathy, per i soldati e le ferite subite durante lo scontro, Chris non ha alcun modo di difendersi contro l'armata di non-morti insieme a Cathy che gli stavano andando incontro. Fortunatamente il povero Chris viene salvato dall'elicottero chiamato in precedenza da un soldato, uccidendo tutti gli zombi compresa Cathy, mentre Arias, insieme ai suoi servi, si allontana. Chris si avvicina al corpo senza vita di Cathy ed urla disperato, affiancato dall'esplosione e distruzione della villa. La sua missione è fallita!
Il film mostra un analessi di Arias, ovvero il giorno del suo matrimonio, tutti festeggiano allegramente ma all'improvviso una bomba lanciata da un aereo si scaglia contro il luogo. Arias sopravvive tenendo in mano l'avambraccio di sua moglie di nome Sara, urlando con dolore la sua perdita.
A Chicago (quattro mesi dopo il prologo del film), una struttura scientifica studia l'esperimento 252, corrispondente ad un virus che sta facendo impazzire molte persone. In questa struttura lavora Rebecca Chambers (personaggio conosciuto in Resident Evil Zero e Resident Evil), la quale sta facendo ricerche su questo nuovo virus che sta infettando l'America, così da poterne creare un vaccino. La struttura viene presa di mira dagli uomini di Arias, in particolare la donna bionda conosciuta nel prologo si infiltra furtivamente nella struttura e contamina i condotti d'aria, infettando tutto l'impianto. Rebecca in preda all'infezione, si dirige verso l'area dei vaccini che lei e la sua équipe hanno simulato per contrastare il virus. Dopo aver preso una Chiave USB, esce dalla stanza accorgendosi che tutta la struttura è invasa dagli zombi, Rebecca viene soccorsa da Chris che la porta al sicuro. Rebecca mostra a Chris la USB di prima, raccoglie tutte le sue ricerche complete sul vaccino e distribuire il tutto in altre strutture scientifiche per diffonderle. Chris ha scoperto che le ricerche di Rebecca erano le più avanzate al mondo, per questo motivo l'ha raggiunta, a quanto pare anche Arias è a conoscenza delle sue ricerche avanzate. Una parte dei progetti sui vaccini, Rebecca li ha trasferiti in altre strutture e Arias li porta con sé per merito delle sue invasioni. Si viene a scoprire da Rebecca che la sequenza cellulare dal virus è simile a quella utilizzata dalla setta Los Illuminados (conosciuta in Resident Evil 4). Per Chris e Rebecca è giunta l'ora di incontrare un vero esperto su questa setta e il virus Las Plagas (il virus dei Los Illuminados), si tratta personalmente di Leon Scott Kennedy, dato che è stato l'unico a combattere la setta, così viaggiano verso il Colorado e incontrano Leon in preda all'alcolismo.
Leon non vuole saperne di aiutarli ma alla fine convinto da Rebecca, cerca di saperne di più su tutto ciò. Leon dice che tutto si tratti di un déjà vu e la ruota continua a girare, e da un momento all'altro racconta della bomba scoppiata a Washington; Leon aveva il compito di fermare i terroristi, insieme agli altri agenti governativi sono andati sul luogo dell'appuntamento, ma a quanto pare un tizio li ha venduti, la bomba è esplosa e tutte le persone intorno a Leon sono morti e ritornati in vita grazie al virus che si è diffuso nell'aria, per questo Leon si trovava nell'obitorio all'inizio, per uccidere i morti viventi creati nell'esplosione. Così si è dato all'alcolismo in Colorado. Rebecca successivamente spiega che il virus è dormiente in tutti gli organismi viventi, l'unico modo per poterlo fermare è trovare il suo innesco, e l'unico che lo conosce è Arias. Infine la giovane scienziata dona un campione del suo sangue vaccinato, se nel caso morisse, Chris e Leon lo devono donare ad altri laboratori scientifici. Rebecca si dirige in bagno e viene rapita da un servo di Arias, il quale per tutto questo tempo ha spiato tutti e tre. Leon viene raggiunto da un tizio di nome Patricyo, da come sostiene Leon è la persona che ha venduto la sua squadra nell'esplosione a Washington. Patricyo spiega che la sua famiglia si trova in Spagna e lì un trafficante d'armi ha pagato i superstiti della setta Los Illuminados per lanciare un attacco bioterroristico globale. A causa delle informazioni che ha acquisito, Patricyo e la sua famiglia sono sul punto di morire, cosí è venuto a chiedere aiuto a Leon. All'improvviso un attacco degli uomini di Arias distrugge l'intero locale e uccide Patricyo, catturando Rebecca. Così Chris e Leon diventano partner: il primo per sconfiggere Arias, il secondo per vendicare Patricyo e salvare la sua famiglia.
Rebecca si sveglia in una sala con addobbi di un matrimonio con un abito da sposa, Glenn Arias si rivela a lei con un abito da sposo. Li parlano del virus e Rebecca gli svela il processo del suo virus. Innanzitutto il virus si chiama Aicher (oppure semplicemente virus A), praticamente Arias ha mischiato la base del virus nell'acqua potabile e funge da innesco grazie al gas tossico divenendo delle controllabili armi bio-organiche. Se il virus aereo è difficile controllare chi lo respira per coloro che hanno bevuto l'acqua potabile contaminata, secondo Leon e Chris grazie al portatile di Rebecca, Arias e i suoi uomini più fidati si sono fatti segretamente un vaccino per loro rendendo più precisa la sua arma.
Arias infine mostra una foto del suo matrimonio, presentando a Rebecca sua moglie Sara, la quale somiglia a Rebecca inspiegabilmente. Il trafficante ha ben altro in mente; dopo aver distrutto il mondo, vuole ricelebrare le nozze con Rebecca per via della sua somiglianza. Rebecca tende a liberarsi dalla presa di Arias, che ha intenzione di infilarle l'anello nuziale di Sara. Arias deduce esattamente che lei non è sua moglie, così follemente parlando, ha intenzione di sostituire il braccio di Rebecca con quello di Sara, perché secondo lui riesce a farle cambiare opinione sul suo conto, però prima deve infettare Rebecca con il virus A.
Leon e Chris scoprono che Arias ha pianificato un altro attacco a New York, dove si trovano anche il quartier generale di Glenn Arias, il vaccino aereo e soprattutto Rebecca. Gli uomini di Arias girano intorno a New York con il camion contenente il virus aereo, ne sprigionano un'ottima quantità per trasformare in zombie, molti dei poveri newyorkesi. Leon e Chris non hanno alcun tempo da perdere: il primo guidando una moto e il secondo un furgone militare, tendono a distruggere i camion che rilasciano il virus, ma vengono attaccati dai Cerberus (cani zombi), che uccidono un alleato della BSAA, di fronte agli occhi di Chris, e inseguono Leon per tutto il tragitto. Leon sconfigge i cani e si dirige verso il quartier generale di Arias, e lo stesso vale per Chris. Nel frattempo Arias infetta Rebecca per il suo folle piano. Subito dopo ostacola Chris, infiltratosi all'interno del quartier generale, mandandogli contro gli zombi affermandogli allo stesso tempo che vuole vendetta. Solo Leon riuscirà ad aiutare Chris a fermare i non-morti e nel mentre Leon li combatte, Chris raggiunge Rebecca ormai pronta a soccombere all'infezione, e sconfigge il grosso mostro servo di Arias. Chris raggiunge il terrazzo, pronto a chiamare l'aereo con dentro i suoi alleati, ma non riesce in tempo perché ostacolato da Arias. I due rivali si re-incontrano e combattono fino all'ultimo sangue dove stavolta e Chris ad uscirne vincitore, buttandolo dal dirupo vetrato al centro del terrazzo. A Rebecca rimane poco tempo prima che l'infezione faccia il suo corso verso il cervello, quindi si avventura a trovare il vaccino segregato da Arias all'interno della struttura. Arias in punto di morte, viene raggiunto dal mostro neutralizzato da Chris poco prima e gli ordina di scatenare l'ultima fase del virus presente nel suo corpo, così il mostro (che si fa chiamare Diego), assorbe Arias all'interno del suo organismo trasformandosi in un gigante chiamato Ariego un mix tra Arias (la mente) e Diego (il corpo) del nuovo mostro, che risale sul tetto e ingaggia una lotta con Chris mettendolo in seria difficoltà. Ma interviene Leon in sella alla sua moto e fronteggia Ariego, permettendo a Chris di cercare il vaccino. Nel momento in cui Leon è prossimo a morire, ecco che arrivano i rinforzi della BSAA in elicottero. Ariego, furioso, lascia andare Leon e si scaglia contro l'elicottero. Leon gli lancia addosso la moto e Chris grazie ad un lanciagranate, sconfigge definitivamente Ariego ponendo fine al suo desiderio di vendetta. Leon e Chris hanno salvato il mondo e Rebecca, spargendo anche il vaccino aereo. Leon chiede a Chris per quanto ancora potessero andare avanti così, ma quest'ultimo afferma "non lo so, io non pianifico mai così a distanza!"
La donna bionda alleata di Arias, ritorna al quartier generale, nota la maschera di ferro di Diego (suo padre) e capisce che è morto. Dopo Glenn Arias, ora è lei a dichiarare "Vendetta!"

## Distribuzione
Il film è uscito nelle sale giapponesi il 27 maggio 2017, mentre negli USA per il 19 giugno dello stesso anno e in Italia è stato distribuito direttamente in home video e il doppiaggio è stato diretto da Giorgio Bassanelli Bisbal. La versione Blu-ray del film è stata aspramente criticata in Italia in quanto, presumibilmente per un errore di distribuzione, contrariamente a quanto riportato sulla confezione non include né traccia audio né sottotitoli in lingua italiana (a differenza della versione DVD, che non è risultata affetta dal problema). A oggi, il problema non è ancora stato risolto, nonostante alcune recensioni di Amazon millantassero il contrario.

## Accoglienza

### Critica
Secondo l'aggregatore di recensioni Rotten Tomatoes, il film ha ottenuto un indice di gradimento del 43% e un voto di 5,43 su 10 sulla base di 7 recensioni. Secondo la piattaforma IGN, specializzata nella recensione di videogiochi e prodotti collaterali, il film "non raggiunge neanche la qualità del peggiore dei videogiochi della saga di Resident Evil". Di contro, Jonathan Barkan di Dread Central ha assegnato 4 stelle su 5 al film, definendolo "un grande nuovo ingresso in un già grandioso franchise".

### Incassi
Il film ha incassato 150 milioni di Yen, che equivalgono a circa 1,36 milioni di dollari al botteghino. A livello globale ha incassato 1,6 milioni di dollari al botteghino. Per quanto riguarda il mercato home video, il film ha incassato 1,51 milioni di dollari nei soli Stati Uniti.